# Vita Noctis
Vita Noctis was een Belgische band die minimale new wave maakte.
De groep werd opgericht in 1981 of 1983 in Vilvoorde en  bracht in 1984, '85 en '86 twee muziekcassettes en een ep uit. In 2011 brachten het Amerikaanse label Dark Entries en het Belgische Minimal Maximal een geremasterde dubbel-lp uit met al het oude materiaal. In 2012 trad de groep weer op. Vita Noctis verscheen op een aantal verzamelalbums, waaronder Mad In Belgium 1  (1985), Underground Belgian Wave Volume 1 (2010) en het Canadese album Electric Voice II (2013).

## Bezetting
- Kris Kips,
- Jos Kips,
- Martine Genijn